# Мерлин, Джоанна
Джоанна Мерлин (англ. Joanna Merlin, 15 июля 1931, Чикаго, Иллинойс — 15 октября 2023, Лос-Анджелес, Калифорния) — американская актриса и режиссёр кастинга.
Джоанн Ратнер родилась в Чикаго, штат Иллинойс в семье Тони Мерлин и Гарри Ратнера. Впервые выступила на сцене в возрасте 11 лет в любительском театре. Окончила Калифорнийский университет в Лос-Анджелесе, а затем училась у Михаила Чехова. Впервые появилась на экране в фильме Сесила Демилля «Десять заповедей» (1956). Пять лет спустя дебютировала на Бродвее в постановке «Бекет», а популярность ей принесла роль в мюзикле «Скрипач на крыше». В дальнейшем Мерлин преподавала в аспирантуре Нью-Йоркского университета в Школе искусств Тиш, а в 1999 году основала Ассоциацию Михаила Чехова, где вела мастер-классы по актёрскому мастерству.
Награждена в 2008 году медалью имени Михаила Чехова дома русского зарубежья имени Александра Солженицына.
Скончалась 15 октября 2023 года в возрасте 92 лет.